# Grand Prix Júnior de Patinação Artística no Gelo na Rússia
Grand Prix Júnior de Patinação Artística no Gelo na Rússia (intitulado Cup of Mordovia em 2016) é uma competição internacional de patinação artística no gelo de nível júnior. A competição é organizada pela União Internacional de Patinação (ISU), e disputada no outono, em alguns anos, como parte do Grand Prix Júnior de Patinação Artística no Gelo.

## História
A primeira competição do Grand Prix Júnior disputada na Rússia foi a final do Grand Prix Júnior em dezembro de 2012, em Sóchi.
O primeiro evento, fora a final, foi disputado em setembro de 2016, em Saransk, com o título de Cup of Mordovia.

## Edições
| Ano        | Edição               | Cidade sede          | Júnior               | Júnior               | Júnior               | Júnior               | Ref                  |
| Ano        | Edição               | Cidade sede          | M                    | F                    | P                    | D                    | Ref                  |
| ---------- | -------------------- | -------------------- | -------------------- | -------------------- | -------------------- | -------------------- | -------------------- |
| 2012       | 1.ª                  | Sóchi                | •                    | •                    | •                    | •                    | [ 2 ]                |
| 2013– 2015 | Não houve competição | Não houve competição | Não houve competição | Não houve competição | Não houve competição | Não houve competição | Não houve competição |
| 2016       | 1.ª                  | Saransk              | •                    | •                    | •                    | •                    | [ 3 ]                |

Legenda
- Final do Grand Prix ISU Júnior

## Lista de medalhistas

### Individual masculino
| Evento                  | Ouro                       | Prata                             | Bronze                                |
| Sóchi 2012 (detalhes)   | Maxim Kovtun · Rússia      | Joshua Farris · Estados Unidos    | Ryuju Hino · Japão                    |
| 2013–2015               | Não houve competição       | Não houve competição              | Não houve competição                  |
| Saransk 2016 (detalhes) | Alexander Samarin · Rússia | Andrew Torgashev · Estados Unidos | Matyáš Bělohradský · República Tcheca |

### Individual feminino
| Evento                  | Ouro                      | Prata                             | Bronze                        |
| Sóchi 2012 (detalhes)   | Elena Radionova · Rússia  | Hannah Miller · Estados Unidos    | Anna Pogorilaya · Rússia      |
| 2013–2015               | Não houve competição      | Não houve competição              | Não houve competição          |
| Saransk 2016 (detalhes) | Polina Tsurskaya · Rússia | Stanislava Konstantinova · Rússia | Elizaveta Nugumanova · Rússia |

### Duplas
| Evento                  | Ouro                                           | Prata                                            | Bronze                                     |
| Sóchi 2012 (detalhes)   | Lina Fedorova · Maxim Miroshkin · Rússia       | Vasilisa Davankova · Andrei Deputat · Rússia     | Maria Vigalova · Egor Zakroev · Rússia     |
| 2013–2015               | Não houve competição                           | Não houve competição                             | Não houve competição                       |
| Saransk 2016 (detalhes) | Anastasia Mishina · Vladislav Mirzoev · Rússia | Aleksandra Boikova · Dmitrii Kozlovskii · Rússia | Ekaterina Borisova · Dmitry Sopot · Rússia |

### Dança no gelo
| Evento                  | Ouro                                      | Prata                                                     | Bronze                                             |
| Sóchi 2012 (detalhes)   | Alexandra Stepanova · Ivan Bukin · Rússia | Gabriella Papadakis · Guillaume Cizeron · França          | Alexandra Aldridge · Daniel Eaton · Estados Unidos |
| 2013–2015               | Não houve competição                      | Não houve competição                                      | Não houve competição                               |
| Saransk 2016 (detalhes) | Alla Loboda · Pavel Drozd · Rússia        | Christina Carreira · Anthony Ponomarenko · Estados Unidos | Sofia Shevchenko · Igor Eremenko · Rússia          |